# 白岡八幡宮
白岡八幡宮（しらおかはちまんぐう）は、埼玉県白岡市にある神社。祭神は応神天皇。

## 概要
神奈川県鎌倉市の鶴岡八幡宮、東京都江東区の富岡八幡宮と並び日本三岡八幡宮の一つとされ、鎌倉幕府の初代征夷大将軍であった源頼朝も参拝している。
2009年（平成21年）12月には、境内の白岡天満神社に東京都文京区の湯島天満宮から分霊がなされ、遷座式が行われた。
湯島天満宮の御分霊が遷座しているのは、全国で長野県長野市の湯島天満宮信濃分社と当社のみである。
元旦には元旦祭が行われ、初詣は多数の参拝者で賑わう。

## 由緒
849年（嘉祥2年）の創建と伝えられ、1062年（康平5年）には八幡太郎義家（源義家）が奥州征伐の途中、戦勝祈願の参拝をした記録が新編武蔵風土記稿に残っている。
その後1195年（建久6年）、源義家に倣って源頼朝が祈願し、百余貫の所領を寄進している。

## 文化財
- 市指定文化財
  - 白幡八幡宮棟札
  - 鬼窪八幡宮鰐口
- 市指定天然記念物
  - 白岡八幡宮のカヤ
  - 白岡八幡宮のイヌザクラ

## 所在地
- 埼玉県白岡市白岡889

## 交通
- 東日本旅客鉄道（JR東日本）白岡駅西口　徒歩約15分
- 埼玉県道3号さいたま栗橋線「白岡駅入口」交差点から車で1分